# Мартин Балкански
Мартин Балкански е български кино и телевизионен оператор.

## Биография и кариера
Роден е в София през 1982 г. Завършва средното си образование в 7 СОУ „Свети Седмочисленици“. Силно влияние за да се насочи към операторството оказва неговия баща продуцента Георги Балкански съосновател и съсобственик на продуцентската филмова компания „Бъръ Филм“. И още докато е ученик в гимназията от есента на 1997 година започва да посещава Школа по аудио-визуални изкуства „Славал – 7“ основно обучението по операторство при Георги Карайорданов, но също така и обучението по режисура при Анна Петкова, обучението по актьорство при Милчо Милчев и учебната практика по режисура при Генчо Генчев.
Започва кариерата си като оператор в телевизионното кулинарно предаване „Бон апети“ по bTV с водещ Иван Звездев. Снима филмите като главен оператор или асистент оператор: „Тилт“, „Столичани в повече“, „Кецове“, „Обърната елха“, „Защо точно България?“, „Пастирът“, „Проклятието на змиите“, „Омлет“, „Пълен контакт“, „Гняв 3“, „Раци“, „Зад кадър“, „Миграцията на паламуда“, „Компания на герои“, „Семейни реликви“, „Код: Лондон“, и други.

## Филмография
- Tuvalu – 1999 г.
- Версенжеторикс – 2001 г.
- Spartacus – 2004 г.
- Man with the Screaming Brain – 2005 г.
- Icon – 2005 г.
- Обърната елха – 2006 г.
- Защо точно България? – 2007 г.
- Return to House on Haunted Hill – 2007 г.
- Ghost Voyage – 2008 г.
- Пастирът – 2008 г.
- Day of the Dead – 2008 г.
- War, Inc. – 2008 г.
- Проклятието на змиите – 2008 г.
- Омлет – 2008 г.
- Shark in Venice – 2008 г.
- Принцът и аз 3: Кралски меден месец – 2008 г.
- Roman Mysteries – 2008 г.
- Пълен контакт – 2009 г.
- Гняв 3 – 2009 г.
- Раци – 2009 г.
- Infestation – 2009 г.
- Зад кадър – 2010 г.
- Тилт – 2010 г.
- Кецове – 2011 Г.
- Миграцията на паламуда – 2011 г.
- Имало едно време на Изток – 2011 г.
- The Woman Who Brushed Off Her Tears – 2012 г.
- July – 2012 г.
- Atlilar – 2012 г.
- Столичани в повече – 2011 – 2012 г.
- Компания на герои – 2013 г.
- Семейни реликви – 2015 г.
- Прокурорът, защитникът, бащата и неговият син – 2015 г.
- Код: Лондон – 2016 г.
- Откраднат живот – 2016 г.
- Врагове – 2017 Г.
- Bullet Head – 2017 г.
- 88MGz – 2017 г.
- Day of the Dead: Bloodline – 2018 г.
- The Motorbike aka Motorut – 2018 г.
- Доза щастие – 2019 г.
- Румбата, аз и Роналдо - 2019 г.